# Rondonópolis
Rondonópolis là một đô thị thuộc bang Mato Grosso, Brasil. Đô thị này có diện tích 4165,23 km², dân số năm 2007 là 172471 người, mật độ 41,41 người/km².